# الحزب العربي الأردني
الحزب العربي الأردني هو حزب سياسي أردني. تم تأسيسه في عام 2002. والأمين العام للحزب هو مازن ريال .